# Station Melreux-Hotton
Station Melreux-Hotton is een spoorwegstation langs spoorlijn 43 in het gehucht Melreux, van de gemeente Hotton.
Sinds 1 juli 2014 zijn de loketten van dit station gesloten en is het een stopplaats geworden. Voor de aankoop van allerlei vervoerbewijzen kan men bij voorkeur terecht aan de biljettenautomaat die ter beschikking staat, of via andere verkoopkanalen.

## Treindienst
| Serie       | Treinsoort            | Route | Bijzonderheden             |
| ----------- | --------------------- | --- | -------------------------- |
| L 5550      | L-trein (NMBS)        | Liers – Luik-Guillemins – Rivage – Melreux-Hotton – Marloie                                                                            |                            |
| P 7670/8670 | Piekuurtrein (NMBS)   | [ Namen – Sart-Bernard ] / [ Rochefort-Jemelle – [ Libramont ] / [ Melreux-Hotton – Rivage – Luik-Guillemins – Luik-Sint-Lambertus ] ] | Rijdt alleen op werkdagen. |
| ICT 6945    | Toeristentrein (NMBS) | Liers – Luik-Guillemins – Rivage – Melreux-Hotton – Marloie                                                                            | Rijdt in juli en augustus. |

## Galerij

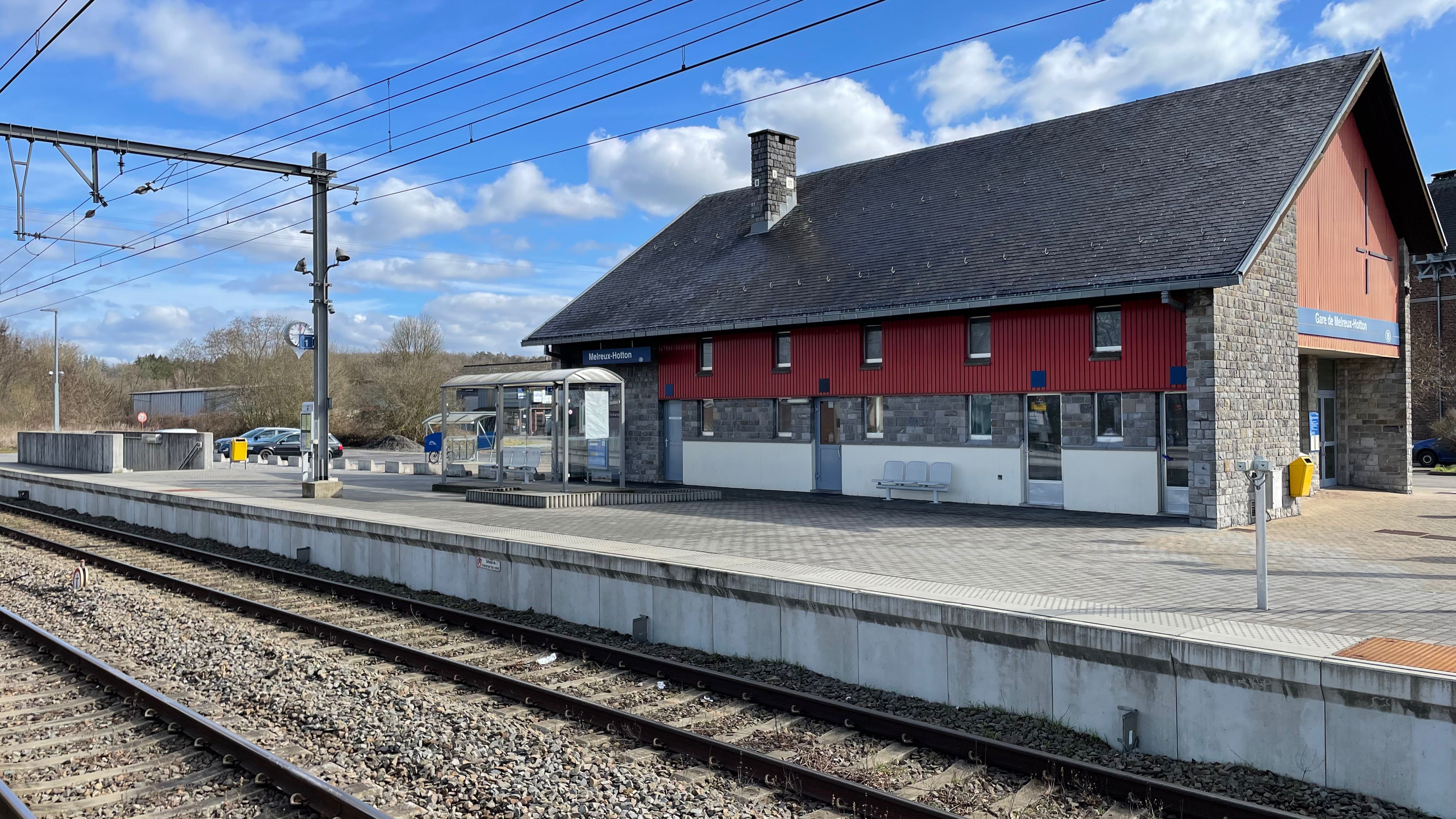
Zicht op het perron
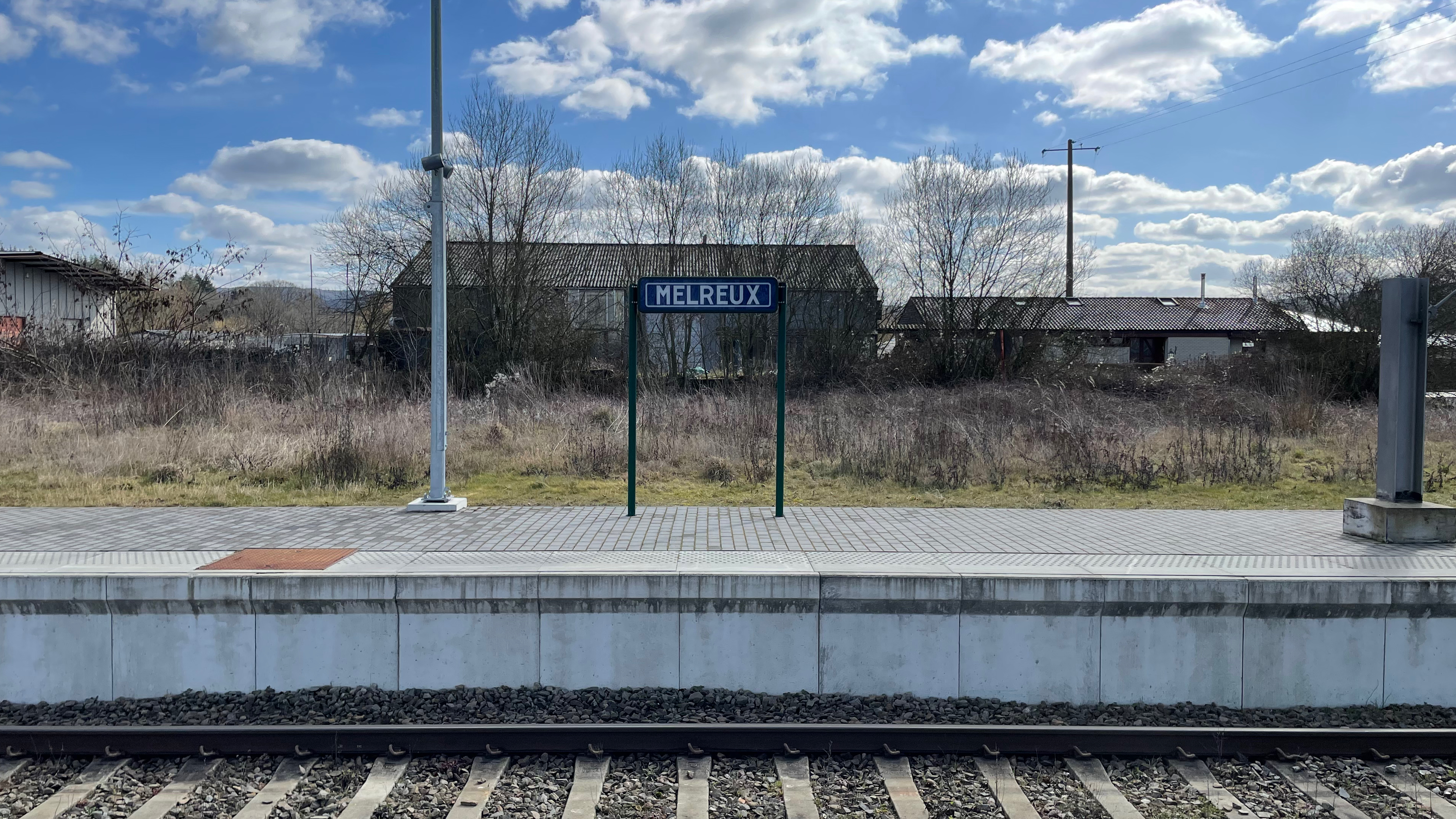
Plaatsnaambord
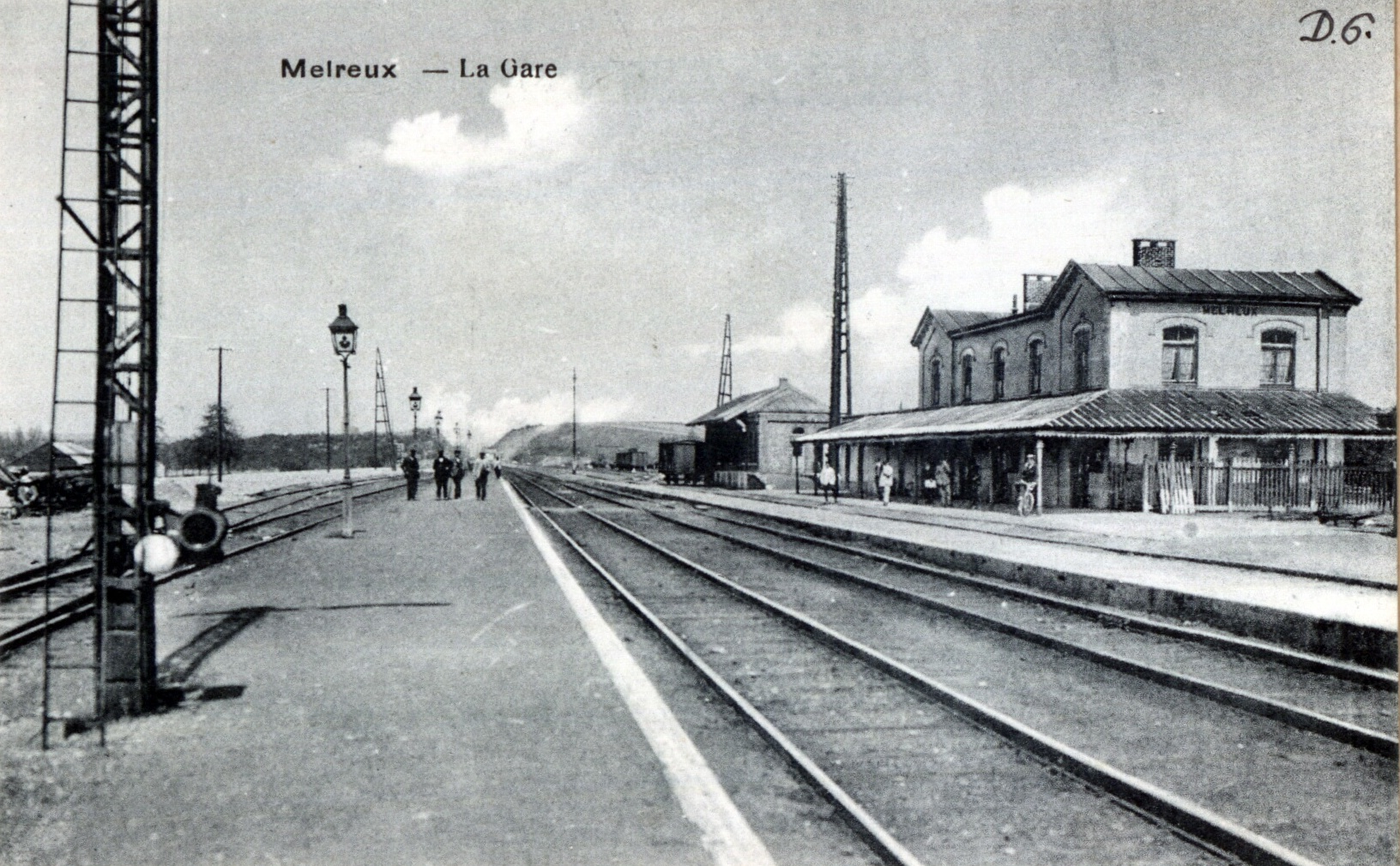
Eind 19e of begin 20e eeuw

## Reizigerstellingen
De grafiek en tabel geven het gemiddeld aantal instappende reizigers weer op een week-, zater- en zondag.
| Tabel: aantal instappende reizigers station Melreux-Hotton | Tabel: aantal instappende reizigers station Melreux-Hotton | Tabel: aantal instappende reizigers station Melreux-Hotton | Tabel: aantal instappende reizigers station Melreux-Hotton |
|                                                            | Weekdag                                                    | Zaterdag                                                   | Zondag                                                     |
| ---------------------------------------------------------- | ---------------------------------------------------------- | ---------------------------------------------------------- | ---------------------------------------------------------- |
| 1977                                                       | 233                                                        | 118                                                        | 186                                                        |
| 1978                                                       | 272                                                        | 93                                                         | 135                                                        |
| 1979                                                       | 287                                                        | 136                                                        | 137                                                        |
| 1980                                                       | 274                                                        | 78                                                         | 134                                                        |
| 1981                                                       | 268                                                        | 113                                                        | 156                                                        |
| 1982                                                       | 260                                                        | 105                                                        | 132                                                        |
| 1983                                                       | 206                                                        | 53                                                         | 103                                                        |
| 1984                                                       | 236                                                        | 71                                                         | 127                                                        |
| 1985                                                       | 192                                                        | 77                                                         | 180                                                        |
| 1986                                                       | 231                                                        | 87                                                         | 138                                                        |
| 1987                                                       | 217                                                        | 79                                                         | 167                                                        |
| 1988                                                       | 246                                                        | 94                                                         | 231                                                        |
| 1989                                                       | 193                                                        | 92                                                         | 143                                                        |
| 1990                                                       | 178                                                        | 90                                                         | 126                                                        |
| 1991                                                       | 163                                                        | 66                                                         | 155                                                        |
| 1992                                                       | 162                                                        | 108                                                        | 137                                                        |
| 1993                                                       | 130                                                        | 55                                                         | 129                                                        |
| 1994                                                       | 160                                                        | 57                                                         | 158                                                        |
| 1995                                                       | 128                                                        | 39                                                         | 63                                                         |
| 1996                                                       | 128                                                        | 67                                                         | 119                                                        |
| 1997                                                       | 189                                                        | 57                                                         | 127                                                        |
| 1998                                                       | 130                                                        | 66                                                         | 152                                                        |
| 1999                                                       | 129                                                        | 50                                                         | 104                                                        |
| 2000                                                       | 154                                                        | 74                                                         | 167                                                        |
| 2001                                                       | 140                                                        | 60                                                         | 88                                                         |
| 2002                                                       | 172                                                        | 66                                                         | 125                                                        |
| 2003                                                       | 156                                                        | 70                                                         | 104                                                        |
| 2004                                                       | 173                                                        | 80                                                         | 152                                                        |
| 2005                                                       | 205                                                        | 88                                                         | 118                                                        |
| 2006                                                       | 224                                                        | 73                                                         | 164                                                        |
| 2007                                                       | 217                                                        | 82                                                         | 144                                                        |
| 2008                                                       | -                                                          | -                                                          | -                                                          |
| 2009                                                       | 280                                                        | 91                                                         | 168                                                        |
| 2010                                                       | -                                                          | -                                                          | -                                                          |
| 2011                                                       | -                                                          | -                                                          | -                                                          |
| 2012                                                       | 337                                                        | 134                                                        | 217                                                        |
| 2013                                                       | 304                                                        | 201                                                        | 228                                                        |
| 2014                                                       | 320                                                        | 115                                                        | 159                                                        |
| 2015                                                       | 288                                                        | 115                                                        | 118                                                        |
| 2016                                                       | 269                                                        | 104                                                        | 158                                                        |
| 2017                                                       | 225                                                        | 112                                                        | 178                                                        |
| 2018                                                       | 292                                                        | 128                                                        | 125                                                        |
| 2019                                                       | 334                                                        | 81                                                         | 165                                                        |
| 2020                                                       | 205                                                        | 91                                                         | 117                                                        |
| 2021                                                       | -                                                          | -                                                          | -                                                          |
| 2022                                                       | 369                                                        | 75                                                         | 110                                                        |
| 2023                                                       | 362                                                        | 101                                                        | 170                                                        |
| 2024                                                       | 336                                                        | 145                                                        | 215                                                        |

0,0: Angleur ·
1,2: Streupas ·
2,7: Sauheid ·
4,7: Colonster ·
5,3: Sainval ·
6,9: Tilff ·
10,2: Méry ·
11,6: Hony ·
12,6: Esneux ·
14,2: Souverain-Pré ·
15,2: La Gombe ·
16,3: Poulseur ·
18,0: Chanxhe ·
20,1: Rivage ·
21,0: Comblain-au-Pont ·
23,4: Comblain-la-Tour ·
29,4: Hamoir ·
33,4: Sy ·
37,1: Bomal ·
40,4: Barvaux ·
44,2: Biron ·
49,9: Melreux-Hotton ·
54,0: Marenne ·
58,7: Marche-en-Famenne ·
62,0: Marloie